# Barbara Filipek
Barbara Maria Filipek – polska farmaceutka, profesor nauk farmaceutycznych, pracownik naukowy Katedry Farmakodynamiki Wydziału Farmaceutycznego z Oddziałem Analityki Medycznej Collegium Medicum Uniwersytetu Jagiellońskiego.

## Życiorys
Ukończyła studia w Akademii Medycznej w Krakowie, w 1977 r. obroniła pracę doktorską, w 1994 r. habilitowała się na podstawie pracy zatytułowanej Właściwości elektrofizjologiczne, przeciwarytmiczne i hipotensyjne nowych pochodnych pirolidynonu-2. W 2002 r. otrzymała  tytuł profesora nauk farmaceutycznych.
Pracowała na stanowisku profesora i kierownika w Katedrze Farmakodynamiki na Wydziale Farmaceutycznym Collegium Medicum Uniwersytetu Jagiellońskiego.
Była członkiem prezydium Polskiego Towarzystwa Farmaceutycznego.